# Rajon Triaditsa
Rajon Triaditsa (bulgariska: Район Триадица) är ett distrikt i Bulgarien. Det ligger i kommunen Stolitjna Obsjtina och regionen Sofija-grad, i den västra delen av landet. 
Runt Rajon Triaditsa är det i huvudsak tätbebyggt. Runt rajon Triaditsa är det tätbefolkat, med 849 invånare per kvadratkilometer.